# 関勝 (水滸伝)
関 勝（かん しょう）は、中国の小説で四大奇書の一つである『水滸伝』の登場人物。

## キャラクター概要
天勇星の生まれ変わりで、序列は梁山泊第5位の好漢。渾名は大刀（だいとう）。
『三国志』に登場する関羽の子孫を称し、容貌も関羽同様、棗のような顔に見事な髯の持ち主。特に髯は同じく関羽似とされる朱仝と異なり、口・頬・顎の三筋（髯、髭、鬚）で長細い。また妻子もいるようである。
その渾名が表すように先祖同様青龍偃月刀の名手。学問にも励んでおり兵法にも通じている。林冲、呼延灼ら梁山泊主力とも互角に渡り合う作中でも屈指の猛将で、梁山泊を苦しめた強敵を多数倒した。義にも厚く、宣贊、郝思文、単廷珪、魏定国など、敵味方問わず慕う人間は多い。

## 物語中での活躍
蒲東県の巡検（捕り方の役人）だったが、宣贊の推薦で義兄弟・郝思文と共に都へ召還され、梁山泊に攻められた北京大名府の救援軍を指揮する。関勝は北京には赴かず、直接梁山泊を急襲するという作戦を取る。それを知った梁山泊軍は慌てて北京の包囲を解いて梁山泊に引き返し、関勝の軍と対峙する。この戦いで関勝は林冲、秦明といった梁山泊主力の豪傑たちと互角の戦いを演じ、さらに夜襲を仕掛けてきた敵水軍を2度にわたり撃破、張横、阮小七らを捕らえる戦功を挙げるが、かつての官軍呼延灼の偽投降の策にひっかかり捕らえられてしまう。しかし、そこで宋江の考えと態度に感じ入りそのまま梁山泊に入山。そして、続いて攻めてきた元部下の単廷珪を一騎討ちで捕らえ、同じく魏定国を説得して2人を梁山泊に引き込んだ。
百八星集結後は騎兵五虎将の筆頭として官軍との戦い、帰順後の各地の反乱軍との戦いでも活躍、遼との戦いでは敵の総大将兀顔光を張清らとともに倒し、田虎との戦いでは旧知の敵将・唐斌を内応させることに成功した。方臘との戦いでは作中でも最強の敵である石宝と互角の死闘を演じ、また烏龍神邵俊の加護と樊瑞の助力を得て妖術使いの鄭彪を討った。また危機に陥った味方の救援部隊として働くことも多かった。
乱の平定後、武節将軍大名府正兵馬総管に任ぜられるが、調練の帰り道に飲酒が原因で落馬し、それが原因で死去した。

## 補足
北宋の時代に同名の人物が実在しており、大刀の名手であったといわれる。しかし、関羽との関連性はなく宋江の反乱にも参加せず、『宋史』によれば劉豫に殺されている。
この人物が『水滸伝』の関勝のモデルと考えられており、梁山泊説話の原型となった書物には彼の名が多く見受けられる。南宋の『大宋宣和遺事』では楊志の花石綱運搬の仲間の一人として登場、梁山泊の36人の名簿には「大刀 関必勝」の名で記されている。また明初に成立した雑劇『争報恩三虎下山』の中でも花栄、徐寧らとともに主役を張っているが、他の2人と同じく『水滸伝』とはかけ離れた情けない感じのする人物として描かれている。